# Poney
Taxons concernés
- Élevage équin
  - Articles détaillés sur l'élevage des chevaux
  - Articles détaillés sur l'hippologie
- Autres articles détaillés sur le cheval domestiquemodifier

Un poney (féminin : ponette), appelé cheval nain en Louisiane, est, selon la définition courante, un cheval de petite taille, avec une conformation et un tempérament particuliers. Il appartient à la même sous-espèce que le cheval domestique (Equus ferus caballus).

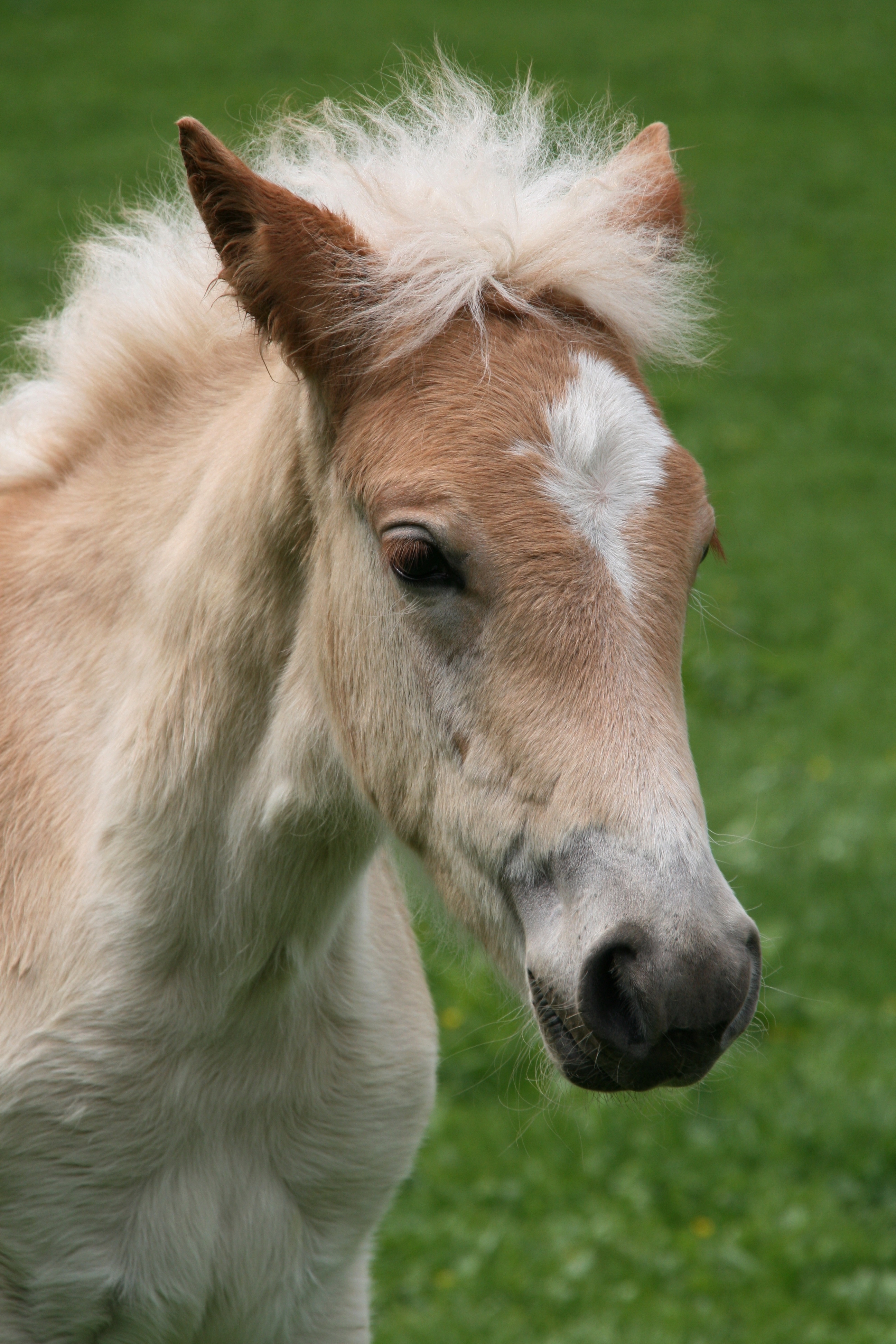
Poney de race Halflinger Fohlen.

Le poney trouve ses origines dans des populations de chevaux sauvages qui se sont développées en marge de l'habitat favori du cheval, dans des zones où la nourriture est rare ou le climat rigoureux, leur petite taille résulterait donc d'une sélection naturelle et d'une adaptation à leur environnement. Ces animaux ont été domestiqués et élevés en captivité à des fins diverses, partout dans l’hémisphère nord. Les poneys ont été utilisés par le passé pour la conduite et le transport de marchandises, ainsi que pour la monte des enfants, l'équitation de loisir, et plus tard en tant que montures de concours ou de spectacle. Pendant la révolution industrielle, en particulier en Grande-Bretagne, un nombre important de poneys de mines ont été utilisés pour tracter le charbon dans les galeries étroites.

## Étymologie et terminologie
Le terme « poney » existe en français depuis le XIXe siècle. Il est lié à l'anglais pony et le mot anglais vient du scots,, lui-même issu de l'ancien français poulenet, qui signifie « petit poulain ». Ce mot a pour origine le latin pullus, qui désigne le petit d'un animal en général. La femelle du poney est souvent appelée « ponette »,.
Le terme de « poney » peut être utilisé en général pour nommer tout cheval de petite taille, quelle que soit sa taille ou sa race.

## Origine et histoire

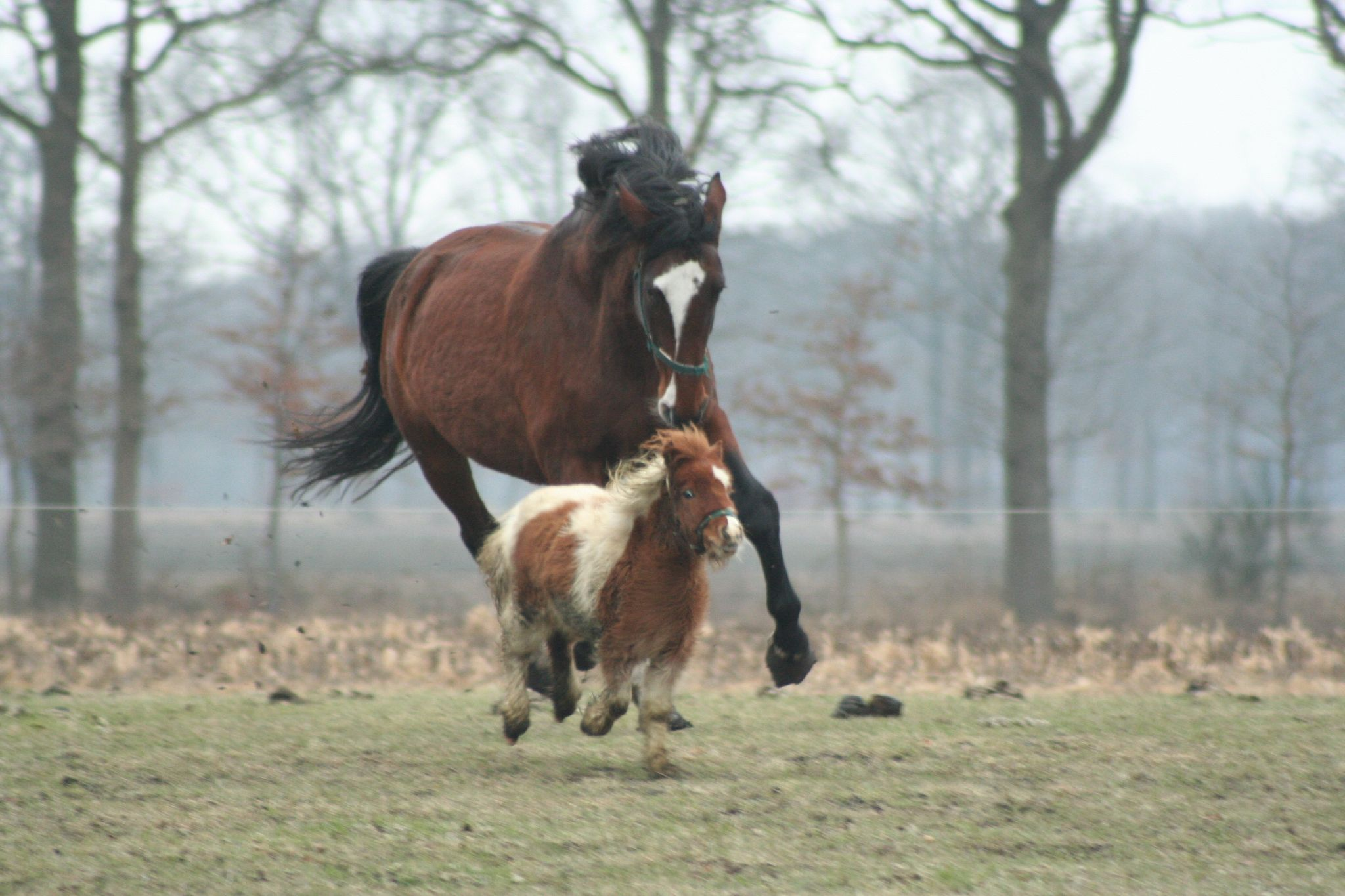
Taille comparée entre poney Shetland et cheval de selle.

Le poney trouve ses origines dans des populations de chevaux sauvages qui se sont développées en marge de l'habitat favori du cheval. Des races de poneys se sont développées partout dans le monde, en particulier dans l’hémisphère nord, sous les climats difficiles, dans des zones où la nourriture est rare. Le poney est donc le fruit d'une sélection naturelle et d'une adaptation à l'environnement, mais ces petits animaux ont été domestiqués et élevés en captivité à des fins diverses, et une sélection pouvait être opérée par l'homme quand un animal de travail rustique et solide était nécessaire. La théorie moderne dite « des quatre lignées fondatrices » suggère que les poneys, en particulier en Europe, descendent d'une sous-espèce d'Equus ferus.

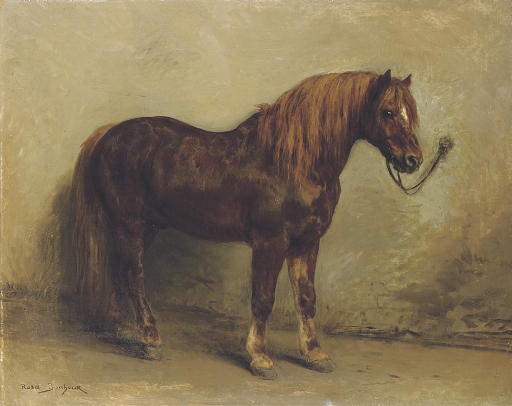
Poney attaché, vers 1860 probable
Rosa Bonheur
Collection privée, Vente 2008.

Historiquement, la plupart des races de chevaux peuvent être considérées comme de grands poneys. En France, c'est Colbert qui insista auprès des éleveurs particuliers pour que ceux-ci produisent des chevaux de grande taille, destinés à l'armée. L'intérêt des éleveurs leur faisait préférer les petits chevaux rustiques, qui nécessitaient moins de nourriture et effectuaient des travaux variés. La peintre animalière Rosa Bonheur possédait un poney dans les années 1860. Les Haras nationaux furent créés dans le but de contrôler les saillies et de faire évoluer le modèle des chevaux élevés en France vers celui d'un animal utile aux militaires.

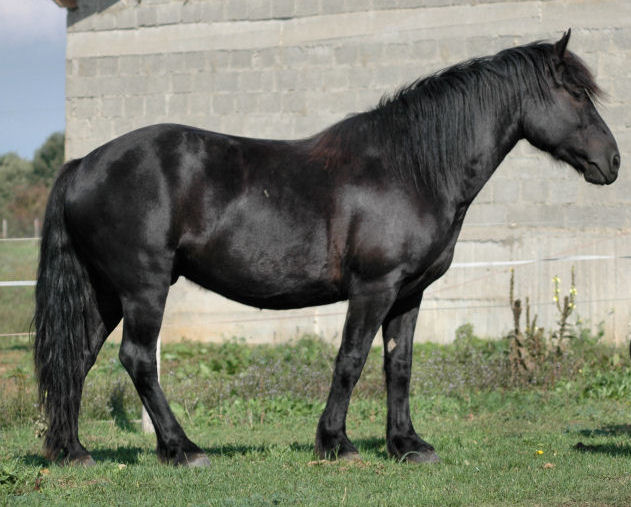
Le cheval de Mérens a la taille d'un petit cheval, mais fut nommé poney dans les années 1960.

Il fallut attendre les années 1960 et la popularité des poney-clubs grâce à Louis de Pas pour que le statut du poney soit reconsidéré. L'appellation « poney » était même si vendeuse que des races de petits chevaux rustiques furent nommées « poney » avant de reprendre leur nom de « cheval », c'est le cas notamment du cheval de Mérens.
Les poneys ont aussi été utilisés pour la conduite et le transport de marchandises. Pendant la révolution industrielle, en particulier en Grande-Bretagne, un nombre important de poneys de mines a été utilisé pour tracter le charbon dans les galeries étroites. En France, le poney pottok est également connu pour son passé dans les galeries minières.

## Définitions
La définition du poney sur le simple critère de taille est à nuancer par des cas particuliers. Selon la définition la plus courante, un poney possède une conformation et un tempérament particuliers : une crinière épaisse et très fournie, une queue et un pelage également épais et fournis, des jambes proportionnellement courtes, un corps court et large, une ossature lourde, une encolure courte et épaisse, et une tête plus courte avec un front large.

### Selon la FEI
Selon la description de la Fédération équestre internationale, tout cheval dont la taille à l'âge adulte est inférieure ou égale à 1,48 m au garrot (14,2 mains, 58 pouces) est nommé « poney », et à l'inverse, les « chevaux » doivent avoir une taille strictement supérieure à 1,48 m. La Fédération équestre internationale définit donc le « point de passage » entre cheval et poney à 1,48 m, sur un animal non ferré. Sur un animal ferré, ce point de passage est à 1,49 m.
Cette classification entre poney et cheval par la seule taille est retenue par la Fédération équestre internationale afin d'avoir un critère objectif sur les qualifications entre épreuves « chevaux » et « poneys ». Ainsi, un équidé né de deux parents poneys sera considéré comme cheval si sa taille est supérieure à 1,48 m non ferré, ou 1,49 m ferré.

### Cas particuliers

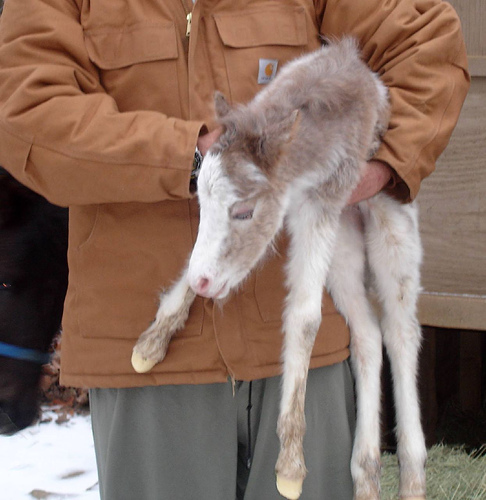
Ce poulain de poney possède des proportions très différentes d'un poney adulte : ses jambes sont longues, et son corps étroit.

Certaines races considérées comme « chevaux » peuvent voir naître des individus de la taille d'un poney, mais qui sont encore appelés « chevaux » et autorisés à concourir dans les épreuves pour chevaux.
Certains poneys, comme le Shetland, présentent des attributs propres au nanisme : une taille très réduite bien sûr, mais aussi une grosse tête, un dos et un tour de taille larges, et des jambes courtes. D'autres animaux considérés comme des poneys sur leur critère de taille ressemblent plutôt à des chevaux en miniature.
Les personnes qui ne sont pas familières des chevaux peuvent confondre un poney adulte avec un jeune cheval immature, car les poulains des races de chevaux ont, dans leurs premiers mois de vie, la taille de poneys. Leurs proportions corporelles sont néanmoins très différentes. Un poney peut être monté et mis au travail, tandis qu'un poulain est trop jeune pour être monté ou utilisé comme animal de travail. Les poulains, avant qu'ils ne grandissent pour devenir des chevaux, se distinguent des chevaux adultes par leurs jambes extrêmement longues et leurs corps étroit. Leur tête et les yeux présentent également des caractéristiques juvéniles. En outre, dans la plupart des cas, les poulains non sevrés seront très proches de la jument qui est leur mère. Alors que les poneys présentent souvent quelque néoténie avec leur front large et leur petite taille, les proportions de leur corps sont à l'exacte inverse de celles d'un poulain.

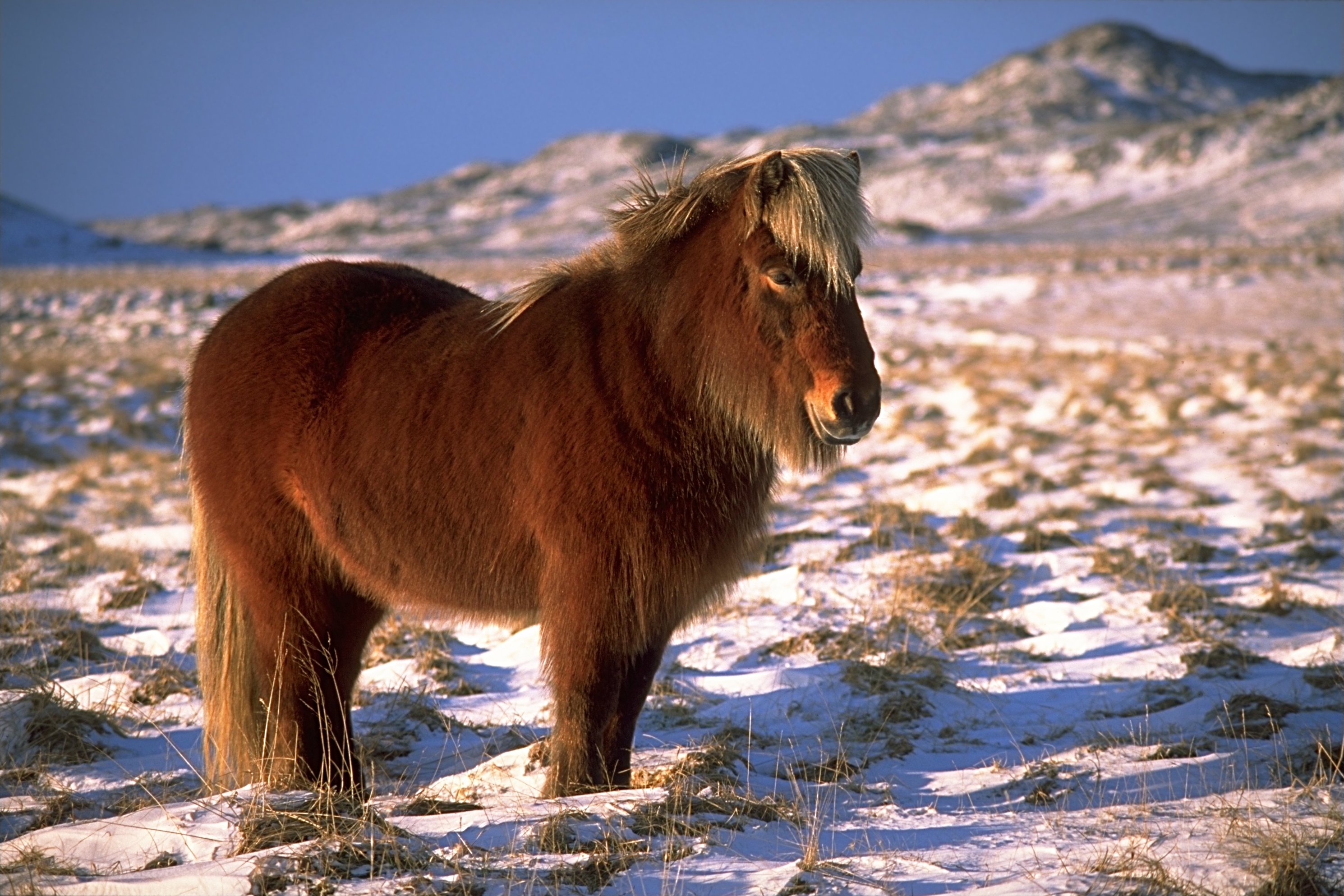
Le cheval islandais est, malgré sa taille et son apparence de poney, considéré comme un cheval par ses cavaliers et ses éleveurs.

Certaines races équines dont la taille moyenne au garrot est inférieure à 1,47 m sont nommées ou classées comme chevaux à la demande de leurs éleveurs, qui ne souhaitent pas voir ces animaux appelés des poneys : c'est le cas des races de l'islandais, du Mérens, du cheval Nordestin brésilien et du Camargue,.

## Utilisations

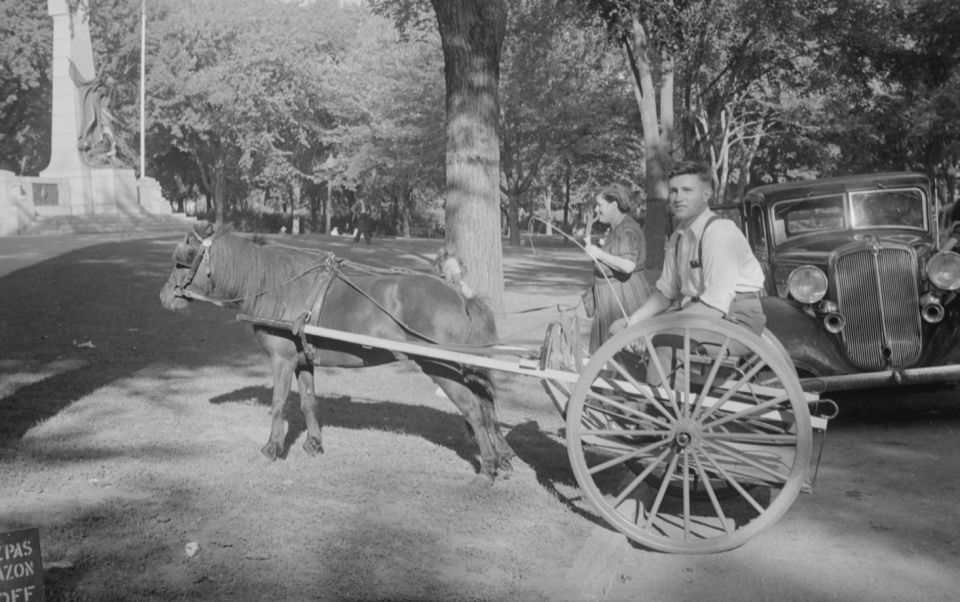
Charrette tirée par un poney. Parc La Fontaine, Montréal, 1943.

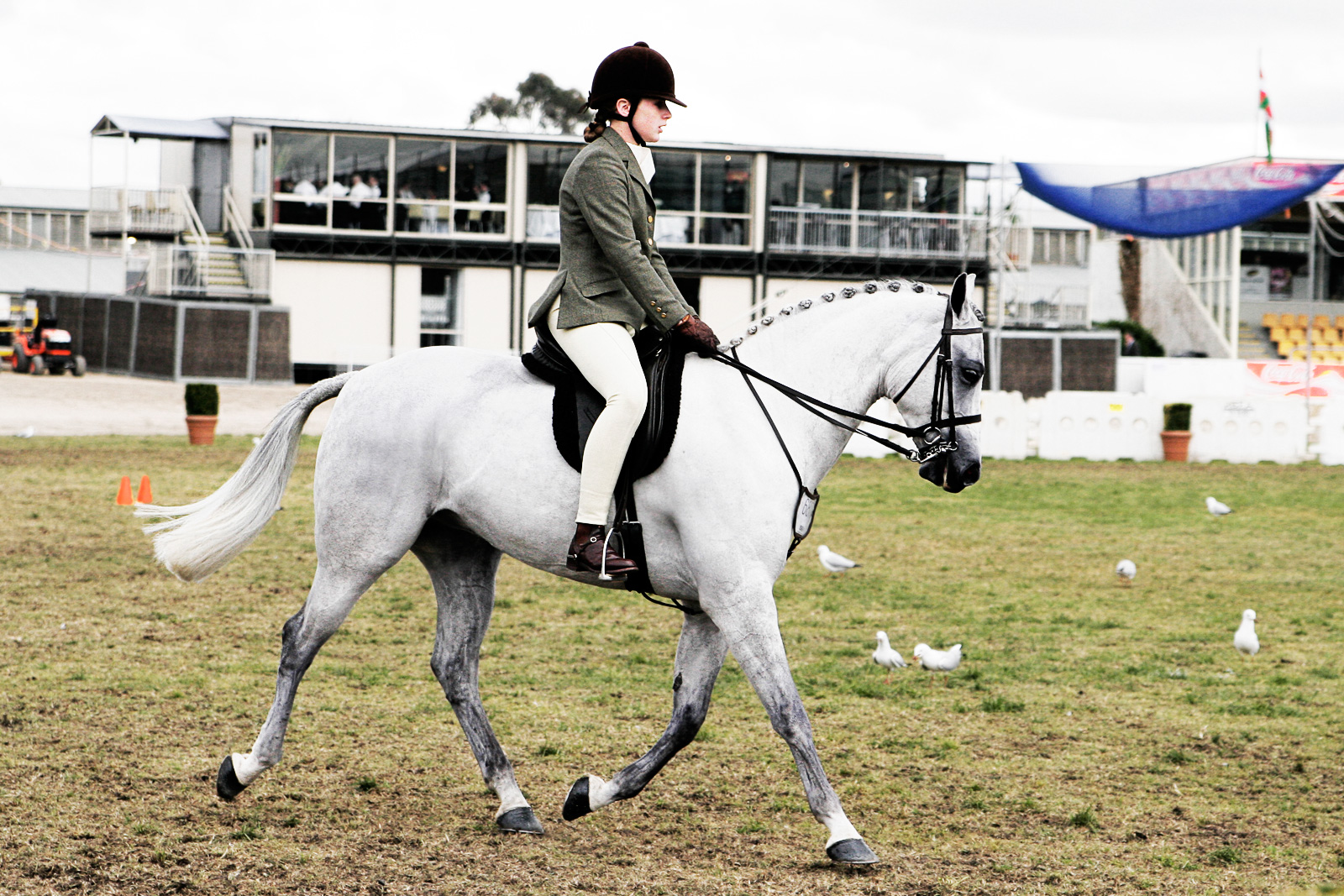
Un poney australien en équitation.

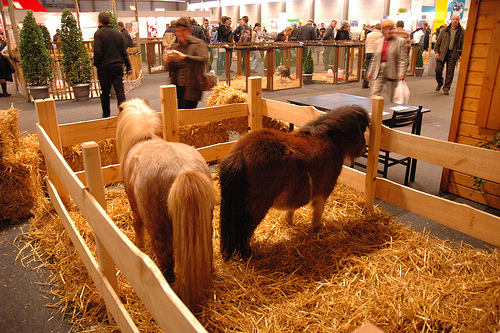
Poneys shetland présentés pendant un salon agricole, en Belgique.

Les poneys peuvent être utilisés dans tous les sports équestres. Certaines races, comme le poney Hackney, sont principalement utilisées pour l'attelage, tandis que d'autres races, comme le poney Connemara et le poney français de selle, sont utilisées principalement montées (équitation). D'autres sont polyvalentes, comme le poney Welsh, sont utilisées tant montée que l'attelée.
Les compétitions pour poneys sont très variées et sont souvent les mêmes que pour le cheval, allant du saut d'obstacles au dressage, aux compétitions d'attelage. Une épreuve sportive existe spécialement pour les cavaliers à poney, il s'agit des pony games. Les poneys sont également populaires en spectacle équestre. Ils sont fréquemment utilisés comme montures de randonnée, grâce à leur résistance et leur pied souvent sûr.
Les poneys ont également brillé dans plusieurs compétitions d'équitation, comme le dressage et d'autres évènements, même en compétition au niveau international. Bien que de nombreux cavaliers les limitent à des compétitions uniquement pour les poneys, il existe quelques cas où des animaux classés comme poneys ont remporté des épreuves de prestige face à des chevaux. Un poney de 1,43 m, Stroller était membre de l'équipe anglaise de saut d'obstacles, et a remporté la médaille d'argent aux Jeux olympiques d'été de 1968 face à des chevaux. Plus récemment, le poney Theodore O'Connor a remporté la médaille d'or du concours complet d'équitation de 2007 aux Jeux panaméricains. Il n'existe aucune corrélation directe entre la taille d'un cheval et sa capacité athlétique.
Les poney-clubs sont des centres équestres ouverts aux jeunes qui souhaitent monter à poney, ils sont présents dans le monde entier et éduquent les enfants sur l'équitation et les soins à apporter aux animaux, et parrainent des compétitions pour les jeunes et les poneys.
Dans de nombreuses régions du monde, les poneys sont aussi encore utilisés comme animaux de travail, que ce soit pour le bât ou pour la traction des divers véhicules hippomobiles.
Des « manèges à poneys » peuvent être trouvés lors de différentes manifestations comme des fêtes foraines ou des carnavals, ou encore lors de soirées privées pour les enfants, leur permettant de faire de courtes promenades à dos de poney. Les animaux, sellés, sont ensuite soit menés individuellement, soit attachés à un dispositif non-motorisé qui permet de faire tourner six à huit poneys à la fois comme dans un manège. Les poneys sont parfois vus dans des camps d'été pour les enfants. Dans certains endroits, notamment en Irlande et en Angleterre, les poneys de grande taille portent des adultes pour le tourisme équestre.

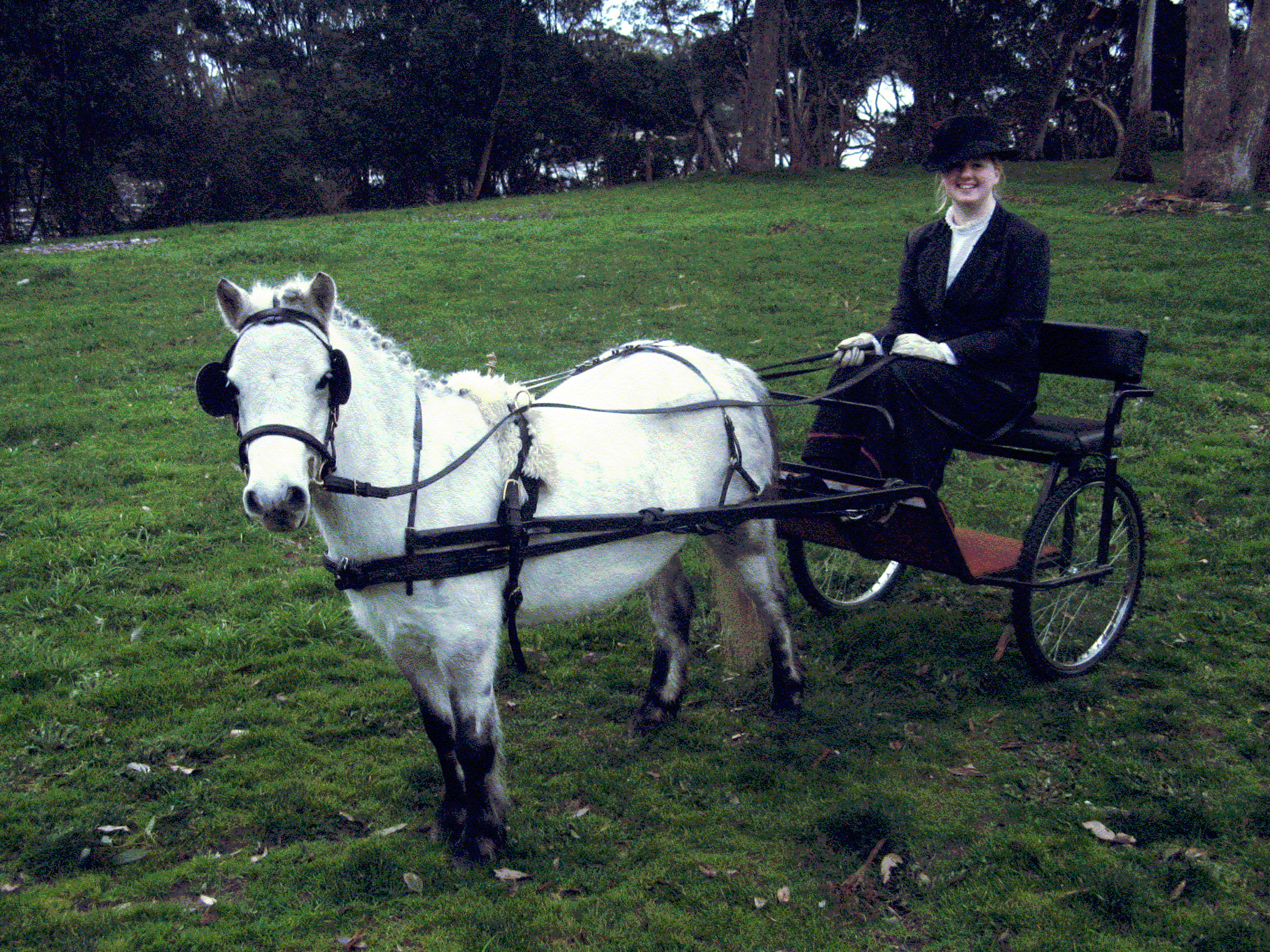
Un poney Shetland à l'attelage.
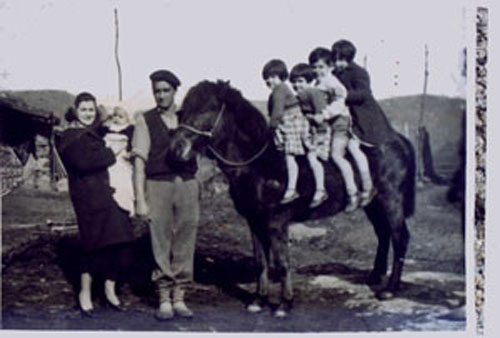
Les poneys sont souvent plus robustes que les chevaux.
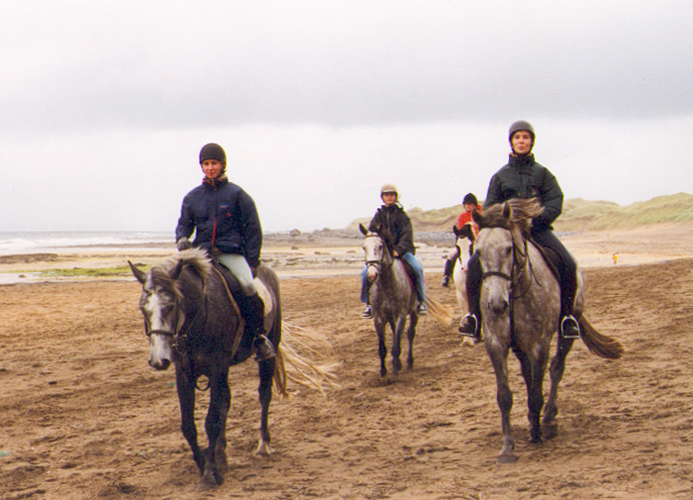
Le Connemara est un poney fin de grande taille utilisé pour l'équitation des adultes, comme ici, en Irlande.

## Races et types de poneys

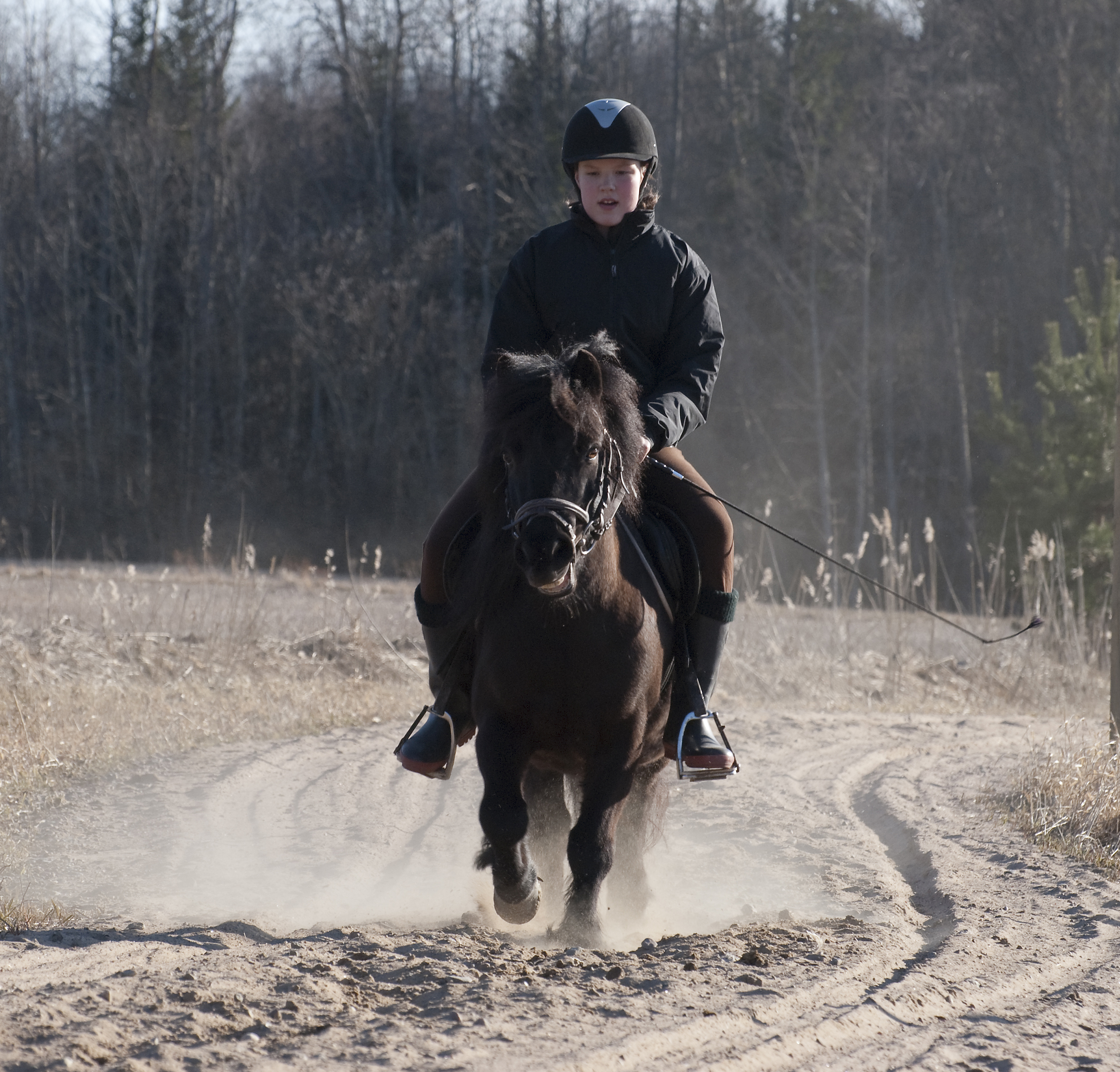
Le Shetland est l'un des poneys les plus petits, mais également les plus robustes et forts.

Pratiquement tous les poneys peuvent survivre avec un régime alimentaire beaucoup plus limité que ce qui est nécessaire à un cheval, toutes proportions gardées. Ces animaux sont remarquablement solides pour leur taille et certaines races, comme le Shetland sont capables de tirer énormément de poids en traction hippomobile. D'autres, comme le poney Connemara, sont reconnus pour leur capacité à porter des adultes. Les poneys sont divisés en quatre catégories, selon leur taille au garrot :
- catégorie A = jusqu'à 1,07 m
- catégorie B = entre 1,08 et 1,30 m
- catégorie C = entre 1,31 et 1,40 m
- catégorie D = entre 1,41 et 1,48 m

Les plus petits équidés sont appelés chevaux miniatures par beaucoup d'éleveurs et d'associations de race, plutôt que poneys, mais sont plus petits que les petits poneys, généralement pas plus grands que 90 cm au garrot. Il existe aussi des races de poney miniature.
Issues de la sélection naturelle ou de l'intervention de l'homme, les races actuelles de poneys (en France, les Haras nationaux en reconnaissent treize) sont aussi diverses que les pays et les façons de pratiquer l'équitation.

### Double-poney
« Double-poney » est une expression française désuète, auparavant utilisée pour désigner certaines races de grands poneys, mesurant autour d'1,45 m au garrot, capables de porter des adultes. Cette notion française de double-poney est, d'après un article édité par l'université d'Oxford en 1884, équivalente à la notion anglaise de « Cob ».
Ce sont généralement des races de poneys classées dans les catégories de taille D par la FEI, et dont les plus grands spécimens peuvent atteindre 1,48 m. Sont également nommés doubles-poneys certains croisements entre des poneys et chevaux.
Voici quelques races considérées comme des doubles-poneys :
- Le Fjord
- Le Haflinger[15]
- Le Highland
- Le Connemara
- Le Welsh cob
- Le New-Forest
- Le poney français de selle
- Le Mérens
- Le Camargue

## Dans la culture
Autour de 2010, dans la culture numérique française, le poney est pendant un temps la « principale victime des vannes », en remplacement des blondes, des Belges, et des roux. L'origine de ce phénomène est difficile à déterminer, mais semble liée au succès d'une chanson de Dieudonné, « Petit poney », vue plus de 12 000 000 fois. Une autre piste évoque le succès des films et de la série My Little Pony (Mon Petit Poney). Quoi qu'il en soit, les poneys club de France n'ont joué aucun rôle dans ce phénomène. Mis au courant de cette situation, l'écrivain Jean-Louis Gouraud répond que cela « ne le fait pas rire du tout » car « le poney mérite toute notre admiration […] c'est un cheval qui a pu survivre en s'adaptant à des milieux peu propices au développement des « vrais » chevaux ».